# (34405) 2000 RU86
2000 RU86 (asteroide 34405) é um asteroide da cintura principal. Possui uma excentricidade de 0.09445140 e uma inclinação de 8.21311º.
Este asteroide foi descoberto no dia 2 de setembro de 2000 por LONEOS em Anderson Mesa.